# Hiparh
Hipárh, tudi Hipárhos (starogrško Ἵππαρχος, latinizirano: Hípparhos), starogrški astronom, geograf in matematik, * okoli 190 pr. n. št., Nikeja, Bitinija, Mala Azija (danes İznik, Turčija), † okoli 120 pr. n. št., verjetno otok Rod, Grčija.
Hiparh velja za največjega opazovalnega astronoma antike, nekateri pa ga imajo tudi za tedanjega največjega astronoma. Bil je prvi stari Grk, ki je razvil točne modele gibanja Sonca in Lune, pri čemer je uporabil znanje, ki so ga prek dolgih stoletij nabirali Kaldejci iz kaldejske Babilonije. Poleg tega je bil prvi, ki je razvil trigonometrične razpredelnice in rešil več problemov sferene trigonometrije. Njegove teorije o Soncu in Luni, združene z znanjem trigonometrije, so mu omogočile oblikovanje zanesljive metode napovedovanja Sončevih mrkov. Odkril je tudi precesijo enakonočij. Sestavil je prvi zvezdni katalog zahodnega sveta. Verjetno je izumil astrolab in armilarno sfero, ki jo je rabil pri sestavi zvezdnega kataloga. Žal se je od najmanj 14 knjig, ki jih je napisal, ohranil le drobec, zato se o njem sedaj ne ve veliko. Stoletje kasneje je Klavdij Ptolemaj podal astronomsko znanje do svojega časa v svojem zborniku Almagest, ki je v mnogočem temeljil na Hiparhovem delu.

## Življenje in delo
Datum Hiparhovega rojstva je izračunal Delambre na podlagi njegovega dela. Večina virov pa o točnem datumu še vedno dvomi. Tudi kraj rojstva ni točno znan. V 2. in 3. stoletju so v Bitiniji njemu v čast sicer kovali kovance z njegovim likom in globusom, vendar se ne ve ali je v teh krajih v resnici kdaj bival. Poleg tega je bil njegov lik na kovancih petih različnih rimskih cesarjev med letoma 138 in 253.
O njegovi mladosti se ne ve nič. Zagotovo je znano, da je deloval vsaj med letoma 162 (147) pr. n. št. in 127 pr. n. š. Verjetno je opazoval že prej od leta 162 pr. n. št. Podatkov o njem in njegovem delu skoraj ni in se jih najde le še v delu Zemljepis (Geographica) Strabona, v delu Naravoslovje (Naturalis historia) Plinija starejšega in v Ptolomejevem astronomskem zborniku Almagest. Poleg Almagesta so pomembni tudi kasnejši tolmači Paposa in Teona Aleksandrijskega.
Verjetno se je Hiparh učil v Aleksandriji. Napisal je vsaj štirinajst knjig. Njegovi izvirni spisi so na žalost izgubljeni. Edino njegovo ohranjeno delo je Razlaga o Aratovih in Evdoksovih pojavih (Τῶν Ἀράτου καὶ Εὐδόξου φαινομένων ἐξήγησις). Zelo kritično delo v dveh knjigah vsebuje razlago astronomskega epa Pojavi (Fainomena) grškega pesnika Arata, ki na podlagi Evdoksovega dela opisuje ozvezdja in zvezde popisana v njem in veliko merjenj položajev zvezd. Delo je objavil leta 1894 Karl Manitius v Leipzigu pod naslovom In Arati et Eudoxi Phaenomena.
Hiparh je naredil tudi seznam svojih glavnih del, ki je verjetno navajal približno 14 knjig, vendar so vse znane po virih drugih avtorjev.
Hiparh je delal, ko astronomija še ni bila velika znanost in jo je s svojim delom in postopki zelo obogatil. Zaradi svojega pristopa velja za začetnika in očeta znanstvene astronomije, za največjega grškega astronoma opazovalca in je hkrati upravičeno največji astronom starega veka, čeprav je še Ciceron na to mesto postavljal Aristarha. Nekateri na to mesto postavljajo tudi Ptolemaja.

## Babilonski viri
Veliko del starogrških znanstvenikov se je ohranilo do danes, oziroma je prek kasnejših virov znanih vsaj nekaj pogledov na njihovo delo in mišljenje. Veliko pa se je pozabilo na dosežke civilizacij s Srednjega vzhoda, predvsem pa ljudstev iz Babilonije. Po arheoloških odritjih v 19. stoletju so našli veliko glinenih ploščic, od katerih jih je nekaj povezanih z astronomijo. Večino znanih astronomskih ploščic je opisal Sachs, kasneje pa jih je objavil Neugebauer v delu Astronomska klinopisna besedila (Astronomical Cuneiform Texts).
Postalo je jasno, da so grški astronomi in tudi Hiparh prevzeli veliko znanja od Kaldejcev.
Kugler je v svojem delu Babilonski Lunin račun (Die Babylonische Mondrechnung) (Freiburg im Breisgau, 1900) pokazal, da je Ptolemaj v Almagestu (4.2) zapisal, kako je Hiparh izboljšal vrednosti Luninih period, ki jih je poznal »od še starejših astronomov«, s primerjavo opazovanj mrkov, ki so jih opravili »Kaldejci« in on sam. Kugler je ugotovil, da so periode, ki jih je Ptolemaj pripisoval Hiparhu, že uporabljali v babilonskih efemeridah, še posebej v zbirki besedil sistem B, ki ga drugače pripisujejo Kidinuju. Verjetno je Hiparh potrdil veljavnost teh period s svojimi novejšimi opazovanji.
Sedaj se ve, da je Hiparh in (Ptolemaj za njim) dopolnil seznam opazovanj mrkov, ki je pokrival več stoletij. Po vsej verjetnosti je bil sestavljen iz »dnevniških« tablic. To so glinene tablice, na katere so Kaldejci zapisali vsa pomembna opazovanja, ki so jih izvajali vsakodnevno. Ohranjene so tablice v razponu od leta 652 pr. n. št. do 130, verjetno pa zapisi vodijo vse do vladavine babilonskega kralja Nabonasarja. Ptolemaj je začel svojo kronologijo na prvi dan egipčanskega koledarja prvega leta Nabonasarjeve vladavine, to je 26. februarja 747 pr. n. št.
Glina je kot surovina sama po sebi težka za uporabo in so zaradi tega Kaldejci brez dvoma sestavili povzetke na primer vseh opazovanih mrkov. Našli so tablice s seznamom vseh mrkov v obdobju, ki pokriva saroški cikel. To jim je omogočilo, da so opazili periodične nastope dogodkov. V sistemu B so med drugim uporabljali (prim. Almagest (4.2)):
- 223 (sinodskih) mesecev = 239 vrnitev v anomaliji (anomalistični mesec) = 242 vrnitev v latitudi (drakonski mesec). To se danes imenuje saroški cikel, ki je zelo priročen pri napovedovanju mrkov.
- 251 (sinodskih) mesecev = 269 vrnitev v anomaliji
- 5458 (sinodskih) mesecev = 5923 vrnitev v latitudi
- 1 sinodski mesec = 29;31:50:08:20 dni (šestdesetiško; 29,53059413... dni = 29 d 12 h 44 m 3⅓ s)

Babilonci so izražali vse periode v sinodskih mesecih, verjetno zaradi tega, ker so uporabiljali lunisolarni koledar. Različni odnosi z letnimi pojavi so vodili do različnih vrednosti dolžine leta.
Podobno so poznali tudi različne odnose med periodami planetov. Odnosi, ki jih je Ptolemaj pripisal Hiparhu v Almagestu (9.3), so se že uporabljali v predvidevanjih, najdenih na babilonskih glinenih tablicah.
Vso to znanje je prešlo na Grke verjetno kmalu po vdoru Aleksandra Velikega v Babilon leta 331 pr. n. št. Po klasičnem filozofu Simpliciju Kilikijskem (zgodnje 6. stoletje) je Aleksander naročil prevod zgodovinskih astronomskih zapisov pod nadzorom zgodovinarja in kronista Kalistena Olintskega, ki ga je poslal k svojemu stricu Aristotelu. Velja omeniti, da čeprav je bil Simplicij zelo pozen vir, so verjetno njegova poročila točna. Nekaj časa je preživel na sasanidskem (perzijskem) dvoru in je morda imel dostop do virov, ki so se na Zahodu izgubili. Omenjal je na primer naslov tèresis (straža), kar je čudno ime za zgodovinsko delo, je pa v bistvu pravilen prevod babilonskega naslova masartu, kar pomeni stražiti in tudi opazovati. Evdoksov učenec Kalip je po Ptolemaju leta 329 pr. n. št. uvedel 76-letni cikel ali skupaj 27.759 dni, ki je izboljšal Metonov cikel. V Kalipovem ciklu se prvo leto začne na poletni Sončev obrat 28. junija 330 pr. n. št. (datum v proleptičnem julijanskem koledarju). Kasneje je verjetno začel šteti Lunine mesece od prvega meseca po Aleksandrovi zmagi pri Gavgamelah jeseni leta 331 pr. n. št. Kalip je tako dobil svoje podatke iz babilonskih virov in je njegov koledar pospešilo Kidinujevo delo. Znano je tudi, da je kaldejski duhovnik Berosus okoli leta 281 pr. n. št. v grščini napisal knjigo v treh delih Babiloniaka o (predvsem mitološki) zgodovini sumerskih kraljev za novega grško-selevkidskega vladarja Antioha I. Berosus naj bi kasneje ustanovil astrološko šolo na grškem otoku Kosu. Morebitni vir, ki je Grkom posredoval babilonsko astronomsko znanje, je bil Sudin. Sudin je bil svetovalec na dvoru pergamskega kralja Atala I. Soterja v poznem 3. stoletju pr. n. št.
Prevajanje astronomskih zapiskov je v vsakem primeru zahtevalo podrobno znanje klinopisne pisave, jezika in postopkov, tako da je to storilo več neznanih Kaldejcev. V tem času so Babilonci vpisovali svoja opazovanja v svojem lunisolarnem koledarju, kjer imajo meseci in leta različno dolžino (29 ali 30 dni, oziroma 12 ali 13 mesecev). Niso več uporabljali običajnega koledarja, kot je bil tisti, ki je temeljil na Metonovem ciklu, ampak so začeli nov mesec na podlagi opazovanj mlaja. Na ta način je bilo preračunavanje časa med dogodki znatno težje.
Morda je Hiparh pretvoril te zapise v egipčanski koledar, ki uporablja leto s stalnim številom 365 dni (12 mesecev po 30 dni z dodanimi 5. dnevi). Tako je bilo računanje enostavnejše. Ptolemaj je zapisal vsa opazovanja v tem koledarju. Zapisal je tudi, »da vse, kar je (Hiparh) naredil, je bilo sestavljanje planetarnih opazovanj, ki so bila urejena na koristnejši način« (Almagest (9.2)). Plinij starejši je pri napovedovanju mrkov zapisal (Naravoslovje 2.9(53)): »Po njihovem času (Tales) je Hiparh predvidel smer gibanja obeh zvezd (Sonca in Lune) za 600 let, ...« To nakazuje, da je Hiparh predvidel mrke za obdobje 600 let, čeprav je morda to malo verjetno. Verjetneje je izdelal seznam vseh mrkov od časa Nabonasarja do svojega časa. Kakor kaže pa Hiparh ni poznal mrkov le od 9. stoletja pr. n. št., temveč je neznano kako imel podatke za še zgodnejše mrke. Ti podatki so bili načeloma tedaj dostopni javnosti, vendar je vprašanje, če tudi vsi. Uporabljal je več podatkov za mrke 13. novembra 1245 pr. n. št. in 27. januarja 141 pr. n. št., ter iz leta 1281 pr. n. št. Tako je morda poznal babilonske vire, ki niso bili dostopni Aristarhu pred njim. Toomer je predvideval, da je imel Hiparh tesne stike z babilonskimi viri, na kar kažejo ti podatki in enačbe, ki jih je tudi izpeljal iz njih.
Pri računanju je uporabljal kratko obdobje 248 dni, kar je enako 9. anomalističnim mesecem.

## Geometrija, trigonometrija in druge matematične tehnike
Izdelal je točne matematične metode, ki so omogočale izračun lege planetov v prihodnosti. V geometriji je med drugim za svoje astronomske potrebe odkril način računanja s tetivami in središčnimi koti, ki je tedaj nadomeščal današnjo trigonometrijo. Sestavil je obsežne tabele tetiv lokov, ki so mu služile za preračune v sferni trigonometriji in se niso ohranile. Tabele so dale za vsak kot dolžino loka, ki ga je oklepal kot v krogu s stalnim polmerom r začenši s kotom 7 1/2° (π/24 radianov) do 180° s korakom 7 1/2°. Svojo tabelo tetiv lokov je opisal v sedaj izgubljenem delu, ki ga je Teon Aleksandrijski v svojem tolmaču Almagesta (1.10) imenoval O premicah znotraj krožnice (Tōn en kuklōi eutheiōn). Nekateri trdijo, da so Hiparhove tabele preživela v indijskih astronomskih razpravah, na primer v Surji Sidhanti.
Takšne tabele razmerij med tetivo in stalnim polmerom kroga v odvisnosti od središčnega kota so enakovredne tabelam sinusov, saj je tetiva kota enaka dvojnemu sinusu polovičnega kota ali α = 2 sin (α/2). Kakšno vrednost je Hiparh jemal za r, še ni jasno, 300 let kasneje pa je Ptolemaj uporabil vrednost za r = 60, ker so Grki priredili babilonski šestdesetiški sestav z osnovo 60. Po vsej verjetnosti je Hiparh uporabljal krog z obsegom 21.600 in polmerom (zaokroženim) na 3438 enot. Po babilonskem vzoru je Hiparh kote dosledno meril v stopinjah. Med Grki je tudi prvi privzel babilonsko delitev kroga na 360 stopinj po 60 ločnih minut. Prvi je tudi dosledno uporabljal šestdesetiški sestav.
Uporabljal je babilonsko mersko enoto pečus (laket), ki je merila približno 2° ali 2½°.
Tudi reševanje trikotnikov je združil v svojih trigonometričnih tabelah in je izdelal metodo za reševanje sfernih trikotnikov. Njegov način računanja je bil velik dosežek, saj je omogočil grškim astronomom razrešiti poljubni trikotnik in izdelati kvantitativne astronomske modele in napovedi z uporabo že znanih geometrijskih metod. Verjetno je Hiparh poznal Pitagorov izrek in izrek, znan Arhimedu. Ptolemajev izrek v ravninski geometriji, ki ga je dokazal Ptolemaj v svojem delu Almagest (1.10), je prav tako poznal že Hiparh. Ta izrek je kasneje dovršil Lazare Carnot.
Za svojo tabelo tetiv je moral imeti Hiparh boljši približek za π od Arhimeda (med 3 + 1/7 in 3 + 10/71 = 3,141851). Morda je uporabljal približek, ki ga je uporabljal kasneje tudi Ptolemaj 3;8:30 (šestdesetiško) (Almagest (6.7)):
{\displaystyle \pi \approx 3+{\frac {8}{60}}+{\frac {30}{60^{2}}}=\left\{3,{\frac {22}{7}},{\frac {377}{120}}\right\}=3,141{\overline {6}}\!\,,}
vendar ni znano ali ga je sam izračunal. Srednja vrednost Arhimedovega približka ima napako 0,000258, napaka zadnjega približka pa je večja, 0,283259.
Nekateri ne verjamejo, da je imela Aryabhatova tabela sinusov kaj v zvezi s Hiparhovo izgubljeno tabelo tetiv lokov, in, da jo je Hiparh sploh izdelal. Klintberg navaja: »Z matematičnimi konstrukcijami in filozofskimi argumenti pokažem, da Toomerjev članek iz leta 1973 nikoli ni vseboval kakšnega dokončnega dokaza za njegove trditve, da je imel Hiparh tabelo tetiv lokov na podlagi polmera 3438', in da so Indijci uporabljali to tabelo za izračun svojih tabel sinusov. Ponovno izračunavanje Toomerjevih rekonstrukcij s polmerom 3600', to je polmerom tabele tetiv lokov v Ptolemajevem Almagestu, izraženem v 'munutah' namesto 'stopinj', da podobna razmerja kot Hiparhova s polmerom 3438'. Tako je možno, da je bil polmer Hiparhove tabele tetiv lokov enak 3600' in da so Indijci neodvisno skonstruirali svojo tabelo na podlagi polmera 3438'.«
Hiparh je prvi pokazal, da je stereografska projekcija konformna (ohranja kote) in da transformira kroge na sferi, ki ne potekajo skozi središče projekcije krogov na ravnini. To je bila osnova astrolaba.
Poleg geometrije je Hiparh uporabljal tudi kaldejske aritmetične metode. Na ta način je bil med prvimi grškimi učenjaki in jih razširil za uporabo v astronomiji in geografiji.
O pravi sferni trigonometriji, ki jo je razvil Menelaj, pri Hiparhu še ni moč govoriti. Ptolemaj je kasneje uporabljal njene izsledke pri računanju točk vzida in zaida na ekliptiki ali pri računanju Lunine paralakse. Hiparh je verjetno za ta namen uporabljal globus, kakor tudi približke iz ravninske geometrije in aritmetične približke, ki so jih razvili Kaldejci.

## Astronomski inštrumenti in astrometrija
Hiparh je izdelal mnogo astronomskih inštrumentov, ki so se za opazovanja s prostim očesom zelo dolgo uporabljali v astronomiji. Leta 150 pr. n. št. je izdelal prvi astrolab, ki so ga v 3. stoletju izboljšali arabski astronomi in ga v 10. prinesli v Evropo. Z njim je lahko med prvimi meril zemljepisno širino in čas. Tako je prvi začel pravilno določevati lego na Zemlji. Sinezij je poročal, da je Hiparh izdelal prvi astrolabij (astrolabion), kar bi lahko bila armilarna sfera, za katero je Ptolemaj trdil, da jo je izdelal (Almagest (5.1)), ali pa tudi astrolab, ki ga je omenjal Teon.
Gnomon so v njegovih časih za ta namen spremenili. Postavili so ga v kovinsko polkroglo, ki je bila znotraj razdeljena na koncentrične kroge in je služil kot prenosni inštrument, imenovan skafis (skafion), za določevanje geografskih koordinat iz izmerjenih višin Sonca. Z njim je Eratosten leta 220 pr. n. št. premeril dolžino zemeljskega poldnevnika (meridijana), za katerega je dobil vrednost 36.690 km, pozneje pa so z njim izdelali prve manjše zemljevide. Hiparh je predlagal tudi, da bi določili zemljepisno dolžino več mest ob Sončevih mrkih, saj bi tako lahko zagotovili istočasnost meritev. V resnici mrk ne nastane istočasno v vseh točkah na sledi Lunine sence, vendar bi njegov postopek dal točne podatke kakor katerikoli prejšnji postopek, če bi ga pravilno izpeljali. Na nesrečo pa so, kot kaže, edini poskus za izvedbo njegovega predloga opravili precej malomarno in s tem napravili bistveno napako, ki je niso nikakor mogli odkriti. Zato so bili zemljevidi precej netočni. S tem mu pripisujemo tudi postopek za določanje zemljepisne širine in dolžine z astronomskimi sredstvi, toda takrat še niso mogli organizirati znanstvenega dela tako, da bi naredili zemljevide večjih delov zemeljske površine.
Ve se, da je izdelal nebesni globus. Kopija kopije se je morebiti ohranila v najstarejšem ohranjenem nebesnem globusu, ki točno opisuje ozvezdja - v globusu, ki ga nosi Farnesejev Atlas.
Ptolemaj je omenjal (Almagest (5.14)), da je sam uporabljal podoben inštrument kot Hiparh, ki ga je imenoval dioptra. Z njim je meril navidezni premer Sonca in Lune. Papos ga je v svojem tolmaču Almagesta opisal, kakor tudi Prokl (Hypotyposis IV.). To je bila 1,2 m dolga palica z lestvico, ki je imela na eni strani linico in premični klin, ki je točno pokril ploskev Sonca ali Lune.
Ptolemaj je tudi poročal o dveh ekvatorialnih obročih, ki so ju v njegovem času uporabljali za določevanje enakonočja. Takšen obroč je uporabljal tudi Hiparh (Almagest (3.1)).
Zaradi Hiparhovega prispevka na tem področju, ga imajo za začetnika astrometrije.

## Geografija
Hiparh je uporabil svoje znanje o kotih v sferni trigonometriji na problem označevanja lege na Zemljinem površju. Sicer se pri njem še ne da govoriti o pravi sferni trigonometriji, vendar so njegovi postopki in računi že zelo blizu. Pred njim je takšen sistem mreže uporabljal Dicearh, vendar je bil Hiparh prvi, ki je uporabil matematično strogost pri določevanju zemljepisne širine in dolžine krajev na Zemlji. Napisal je kritično delo v treh knjigah o Eratostenovem delu z naslovom Proti Eratostenovi geografiji (Pròs tèn 'Eratosthénous geografían). To delo je poznano prek Strabona, ki je v svojem delu Geografija (Geografia) kritiziral Hiparha. Kakor zgleda je Hiparh zelo izboljšal lege in razdalje, ki jih je omenjal Eratosten. Ni sicer našel novih postopkov, vendar je predlagal za določevanje zemljepisne dolžine različnih mest Sončeve mrke (Strabon Geografija 7).

## Osončje
Skupaj s Ptolemajem je Hiparh opustil misel grškega astronoma in filozofa Heraklita Pontskega, ki je oživil in nadaljeval Filolajevo domnevo o središčnem ognju in prazemlji, češ da okrog njega Sonce, Zemlja in skrivnostna prazemlja ali protizemlja krožijo tako, da si stojita Sonce in Zemlja vselej nasproti. Heraklit je misel o središčnem ognju opustil in je menil, da se Zemlja preprosto vrti okrog svoje osi, kakor se meni tudi danes. S tem je vplival na grškega astronoma Aristarha, ki je postavil prvo heliocentrično sliko. Glavni razlog, da sta Hiparh in Ptolemaj Heraklitovo misel zavračala, je bil, da bi, če se Zemlja res vrti, telo, ki se ga vrže v zrak, zaostajalo.
Hiparh je bil eden od glavnih nasprotnikov Aristarhovega heliocentričnega sistema in eden od utemeljiteljev geocentričnega sistema. Vendar mu je nasprotoval zaradi tega, ker se je bolj kot kdo drug pred njim poglobil v gibanja teles in je naletel na večje težave pri opisovanju. Pri tej sliki je vztrajal kot pri kroženju. Zagotavljal je, da se Sonce giblje enakomerno po krožnici in s tem enostavno privzel Platonovo in Aristotelovo avtoritativno gledanje. Dostavil je, da Zemlja ni v središču te krožnice, ampak je ekscenter premaknjen iz središča. Dopuščal je tudi na drugi strani, da je Zemlja vseeno v središču gibanja in da se Sonce vrti še po dodatnem majhnem epiciklu, kar je povzel po podatkih in zamislih grškega matematika Apolonija. Zmanjšal je število nebesnih krogel na 7, eno za vsak planet. Vsak posamezni planet pa ni bil del krogle. Bil je del manjše krogle in središče te manjše krogle je bilo na glavni krogli. Gibanje planeta po manjši krogli je opisovalo krožnico, prav tako pa je središče manjše krogle opisovalo krožnico, ki se je gibalo po večji krogli. Velika krogla je bila deferent, manjša pa epicikel. S tem, da je prilagodil hitrosti obeh krogel in po potrebi dodajal nove, manjše epicikle, je posnemal gibanje planetov. Za lažjo predstavo je vpeljal še pojem ekscentrov, kjer se planet ni gibal okrog središča Zemlje, ampak okrog namišljene točke v prostoru, ki je blizu njenega središča. In tudi ta točka je krožila okrog središča Zemlje. Takšno misel je zaradi zapletenosti Lunine poti opustil in ostal pri izsredni legi Zemlje.
Precej tega, kar vsebuje Ptolemajev astronomski zbornik Almagest, se lahko poleg kaldejskih astronomov pripiše njemu, posebno uporabo izsrednih krogov in dodatnih epiciklov, s katerimi se lahko precej dobro pojasni gibanje Sonca, Lune in planetov. Aristarhovo teorijo je tako kot Ptolemaj zavračal predvsem zaradi težav pri opisovanju gibanja Lune in zaradi tega, ker bi, če Zemlja res kroži okrog Sonca, zvezde čez leto spreminjale svojo lego. Ker ni opazil spremembe leg zvezd, je sodil, da je Aristarhova misel napačna, vendar je s tem posredno napovedal paralakso, ki jo je šele leta 1838 prvi izmeril Bessel. Mogoče je tudi, da Aristarhove teorije preprosto niso marali, čeprav je bila preprostejša od Hiparhove. Vendar se je Hiparh od vseh, precej pred Kopernikom in Keplerjem najbolj približal resnični sliki in je bil skupaj s Ptolemajem že zelo blizu eliptičnega opisa gibanja teles. Pred Kopernikom in Keplerjem sta ju v opisovanju gibanja planetov dosegla samo Aryabhata I. in at-Tusi.

## Luna in Sonce

### Gibanje Lune
Hiparh je raziskoval tudi gibanje Lune in je odkril točnejše vrednosti periodičnih gibanj, ki so obstajale pred njim. Okoli leta 139 pr. n. št. je določil dolžino sinodskega meseca, čas, ki ga Luna porabi, da se vrne v isto lego glede na Sonce, na 23/50 s z napako pod 0,5 sekunde, kar mu je omogočilo, da je točno določil Sončeve in Lunine mrke.
Srednja vrednost iz babilonskega sistema B sinodskega meseca je 29 dni;31,50,8,20 (šestdesetiško) = 29,5305941 ... dni. Izraženo kot 29 d 12 793/1080 h so jo kasneje uporabljali v judovskem koledarju, verjetno prek babilonskih virov. Kaldejci so vedeli tudi, da je 251 sinodskih mesecev enako 269 anomalističnim mesecem. Hiparh je razširil to periodo za faktor 17, saj bi po tem času imela Luna spet podobno latitudo. Perioda je tudi blizu celemu številu let 365. Zato bi se mrk pojavil v skoraj enakih pogojih. Perioda je zaokroženo 126.007 d 1 h. Hiparh bi lahko preveril svoj račun s primerjavo mrkov iz tedanjega časa (verjetno 27. januarja 141 pr. n. št. in 26. novembra 139 pr. n. št.) z mrki iz babilonskih zapisov 435 let prej (Almagest (4.2)). Že al-Biruni (Mas´udov kanon 7.2.2) in Kopernik (Knjiga kroženj 4.4) sta upoštevala, da je perioda 4267 Luninih mesecev približno 5 minut daljša kot vrednost za periodo mrka, ki jo je Ptolemaj pripisoval Hiparhu. Najboljše ure in postopki časovnih meritev so omogočali točnost do 8 minut. Strinjajo se, da je Hiparh zaokrožil periodo mrka na najbližjo uro in to vrednost uporabil za preverjanje že znanih vrednosti, kakor pa da bi izpeljeval izboljšano vrednost iz svojih lastnih opazovanj. Iz sodobnih efemerid in z upoštevanjem spreminjanja dolžine dneva je moč videti, da je napaka za dolžino sinodskega meseca manj kot 0,2 s v 4. stoletju pr. n. št. in manj kot 0,1 s v Hiparhovem času. Po zadnjih raziskavah je Hiparh verjetno imel v rokah celo babilonske zapiske mrkov kakšnih 250 let pred 9. stoletjem pr. n. št.
Odkril je nepravilnost v gibanju Lune, ki spreminja srednjo Lunino longitudo, in se sedaj imenuje izenačitev središča, ter ima vrednost:
{\displaystyle I=377''\sin m+13''\sin 2m\!\,,}
kjer je m srednja anomalija Lune.

### Lunin tir
Že dolgo je bilo znano, da je gibanje Lune neenakomerno, saj se njena tirna hitrost spreminja. To se imenuje anomalija in se periodično ponavlja v anomalističnih mesecih. Kaldejci so to komponento njenega gibanja obravnavali aritmetično in uporabljali tabele, ki so podajale njeno dnevno gibanje po datumu skozi dolgo obdobje. Grki pa so raje razmišljali v geometrijskih predstavah neba. Apolonij je predlagal dva modela za Lunino in planetarno gibanje. V prvem modelu se naj bi Luna gibala enakomerno po krožnici, Zemlja pa bi bila stran od središča (izsredno) na neki razdalji. Zaradi tega bi se spreminjali navidezna kotna hitrost Lune in njena razdalja. V drugem modelu bi se Luna gibala enakomerno z nekim srednjim gibanjem med anomalijo po drugem krožnem tiru, epiciklu, ki bi se tudi sama gibala enakomerno s srednjim gibanjem v longitudi vzdolž glavnega krožnega tira okrog Zemlje, deferentu. Apolonij je v 3. stoletju pr. n. št pokazal, da sta ta dva modela v bistvu matematično enakovredna. Vse to pa je bila le teorija in je praktično niso preskusili. Hiparh je bil prvi, ki je poskušal določiti relativna razmerja in dejansko velikosti teh tirov.
Izdelal je geometrijsko metodo, s katero je bilo moč najti parametre iz treh Luninih leg na določenih fazah v anomaliji. Dejansko je to naredil ločeno za izsredni in epiciklični model. Ptolemaj je to podrobno opisal v Almagestu (4.11). Hiparh je uporabljal dve skupini treh opazovanj Luninih mrkov, ki jih je skrbno izbral, da so ustrezale zahtevam. Iz seznama babilonskih mrkov je za izsredni model izbral mrke: 22./23. decembra 383 pr. n. št., 18./19. junija 382 pr. n. št. in 12./13. decembra 382 pr. n. št. Za epiciklični model je izbral mrke: 22. septembra 201 pr. n. št., 19. marca 200 pr. n. št. in 11. septembra 200 pr. n. št. V izsrednem modelu je Hiparh za razmerje med polmerom izsrednega kroga (ekcentra) in razdaljo med središčem izsrednega kroga in središčem ekliptike, oziroma opazovalcem na Zemlji 3144 : 327+2/3. V epicikličnem modelu je našel za razmerje med polmerom deferenta in epicikla 3122+1/2 : 247+1/2. Te nekoliko čudne vrednosti so se pojavile zaradi nerodno izbranih enot, ki jih je uporabil v svoji tabeli tetiv. Rezultata se vidno razlikujeta. To je deloma tudi zaradi zaokrožitvenih in računskih napak, zaradi katerih ga je grajal Ptolemaj, čeprav je tudi sam delal napake pri zaokroževanju. Kakorkoli že, Hiparh je vseeno našel neskladne rezultate. Kasneje je uporabil razmerje epicikličnega modela (3122+1/2 : 247+1/2), ki je premajhno (60 : 4;45 šestdesetiško); Ptolemaj pa je našel razmerje 60 : 5+1/4.

### Navidezno gibanje Sonca
Meton, Evktemon in njuni učenci v Atenah so pred Hiparhom 27. junija 432 pr. n. št. in leta 440 pr. n. št. določili točki poletnega Sončevega obrata. Tudi Aristarh jo je določeval leta 280 pr. n. št. Hiparh jo je določil sam v Aleksandriji leta 135 pr. n. št. Uporabljal je Arhimedov način opazovanj Sončevih obratov in je imel tudi njegove podatke. Ptolemaj je obširno poročal o Hiparhovem določevanju dolžine leta v Almagestu (3.1) in navedel veliko opazovanj, ki jih je opravil Hiparh med letoma 162 in 128 pr. n. št.
Ptolemaj je navedel Hiparhovo računanje časa enakonočja ob zori 24. marca 146 pr. n. št., ki se razlikujejo od opazovanja na isti dan v Aleksandriji ob 5 uri po sončnem vzhodu. Hiparh bi lahko obiskal Aleksandrijo, vendar ni meril trenutka enakonočja tam. Verjetno je bil na Rodu, ki ima enako zemljepisno dolžino. Opazoval bi lahko s svojo armilarno sfero ali ekvatorialnim obročem. Hiparh in Ptolemaj sta vedela, da so opazovanja s tema inštrumentoma občutljiva glede na točno poravnanost z ekvatorjem. Resnični problem pa je, da lom svetlobe v ozračju navidezno dvigne Sonce nad obzorje, in je zaradi tega njegova navidezna deklinacija prevelika, kar spremeni opazovani čas, ko prečka ekvator. Ko se Sonce dviga, se lom še povečuje, in se lahko tako giblje v napačno smer glede na ekvator, kakor je omenil Ptolemaj. Verjetno pa nista ugotovila, da je problem v lomu.
Hiparh je o teh opazovanjih in izračunih kasneje napisal knjigo O dolžini leta (Peri eniausíou megéthous). Ustaljena vrednost dolžine tropskega leta, ki jo je uvedel Kalip okoli leta 330 pr. n. št., verjetno iz babilonskih virov, je bila 365 + 1/4 dni. Hiparhova opazovanja enakonočja so dala različne vrednosti. Pokazal je, kar je navedeno v Almagestu (3.1), da so bile njegove napake pri opazovanju, kakor tudi napake drugih opazovalcev pred njim, vsaj 1/4 dneva. Zato je uporabil stara opazovanja in je ugotovil razliko enega dneva v približno 300 letih. Za dolžino tropskega leta je privzel 365 + 1/4 - 1/300 dni (365,24666... dni = 365 d 5 h 55 m), ki se razlikuje od dejanske vrednosti po dananšnji oceni 365,24219 ... dni = 365 d 5 h 48 m 45 s za približno 6 minut.
Med Metonovim opazovanjem Sončevega obrata in Hiparhovim je bilo 297 let, oziroma 108.478 dni. To nakazuje dolžino tropskega leta 365,24579 ... dni = 365 d;14,44,51 (šestdesetiško = 365 d + 14/60 + 44/60² + 51/60³), ki so jo našli na babilonski glineni tablici. To je morebiti dokaz, da so tudi Kaldejci poznali Hiparhovo delo.
Druga vrednost dolžine leta, ki jo pripisujejo Hiparhu (grški astrolog Vetij Valens (okoli 120–175)), je 365 + 1/4 + 1/144 dni (365,25694 ... dni = 365 d 6 h 10 m). Ni točno jasno ali je to vrednost dolžine zvezdnega leta. Dananšnja ocena je približno 365,2565 dni. Vendar se razlika s Hiparhovo dolžino tropskega leta ujema z velikostjo precesije enakonočij.

### Sončev tir geocentrično
Pred Hiparhom so kaldejski astronomi vedeli, da dolžina letnih časov ni enaka. Hiparh je po Ptolemaju (Almagest (3.4)) določil, da je trajala pomlad, od pomladnega enakonočja do poletnega Sončevega obrata 94 + 1/2 dni, in zima (od poletnega obrata do jesenskega enakonočja) 92 + 1/2 dni. To je nepričakovan rezultat, če se privzame, da se Sonce giblje okrog Zemlje po krožnici s stalno hitrostjo. Hiparh je geocentrično privzel, da Zemlja ni v središču Sončevega gibanja, ampak na neki razdalji od središča. Ta model je opisal navidezno gibanje Sonca dokaj dobro. Vrednost za to razdaljo, ki jo Ptolemaj pripisuje Hiparhu, je 1/24 r, če je r polmer krožnice Sončevega tira. Smer odzemlja bi bila na longitudi 65,5° od pomladnega enakonočja. Lahko bi morda uporabil tudi druge podatke iz opazovanj (94 + 1/4 in 92 + 3/4), ki bi dale druge vrednosti. To je bila prehuda napaka za izsrednost tira, in morda sploh ni njegova vrednost, kot je navajal Ptolemaj, ki 3. stoletja kasneje ni našel nobenih sprememb, in je dodal dolžine za jesen in zimo.

### Koledar
Pri izboljšavi koledarja je Hiparh našel svoj cikel 4267 mesecev v Luninem koledarju s 126.007 + 1/24 dnevi. To je skoraj neverjetno točen rezultat: sistematska napaka, odstopanje začetka povprečnega koledarskega meseca od začetka sinodskega meseca, je samo 0,46 sekund mesečno.
Skupaj z Nikazo je spojil 4 76-letne cikle z 940 meseci s 27.759 dnevi grškega astronoma Kalipa iz leta 329 pr. n. št. in uvedel svoj 304-letni cikel s 3760 meseci s 111.035 dnevi. Njegov cikel ima zelo malo sistematsko napako, sedaj znaša samo - 0,25 sekund mesečno proti 23 s Kalipovega cikla in ima en dan manj kot štirje Kalipovi cikli. Od tega časa je koledar postal zelo točen. Iz virov pa ni jasno, kateri dan je izključen, oziroma kakšno je interkalacijsko pravilo, tako da se ne da pravilno oceniti periodične napake, odstopanja začetka koledarskega meseca od začetka povprečnega koledarskega meseca. Njegova ocena trajanja sinodskega meseca bo točna v 35. stoletju.
Mesece so po njem delili v tedne in tudi v dekade (desetdnevja). Dneve so šteli do 20. redno, po 20. pa obratno do konca meseca in to od Sončevega zahoda do zahoda.

### Razdalja, paralaksa, velikost Lune in Sonca
Hiparh je meril tudi razdalje in velikosti Sonca in Lune. Svoja odkritja je objavil v delu v dveh knjigah, ki ga je Papos v svojem tolmaču Almagesta (5.11) imenoval O velikostih in razdaljah (Peri megethoon kai 'apostèmátoon). Teon Smirenski je omenjal to delo z dodatkom Sonca in Lune.
Presenetljivo zelo točno na eno stotinko je Hiparh ob Luninih mrkih okoli leta 136 pr. n. št. ugotovil njeno polos, saj se pri grobih ocenitvah pojavijo precejšnje napake. Izmeril je paralakso Lune, ki jo je edino mogoče določiti brez daljnogleda. Meril je kot 2p, za katerega se je zdela točka na Luni premaknjena proti ozadju zvezd stalnic, ko jo je opazoval iz dveh točk na Zemlji v znani razdalji d. Lunina polos se dobi kot:
{\displaystyle a_{L}={d \over 2}\mathrm {tg} \,p\!\,.}
Tangens kota p se lahko nadomesti z ločno merjenim kotom, če je kot dovolj majhen. Z izmerjenima podatkoma je dobil za Lunino polos vrednost 60 (67,32) Zemljinih polmerov, {\displaystyle a_{L}/r_{Z}=60} (67,32), za premer Lune pa 1/3 Zemljinega premera, {\displaystyle r_{L}/r_{Z}=1/3}. Prejšnje ocene so bile manj skrbne, vendar so Aristarhu pred njim zadostovale, da je, sicer z velikim pogreškom, ocenil današnjo astronomsko enoto na {\displaystyle a_{S}/r_{Z}=560}. Njegova vrednost je zavedla Hiparha. Pri tem je bil precej malomaren, saj bi jo moral kot izvrstni opazovalec preveriti. Tako je le pomnožil Lunino polos z 19 in dobil za Zemljino polos 1140 (622,5; 2490) Zemljinih polmerov namesto pravih 23.481 (23.450), {\displaystyle a_{S}/r_{Z}=1140}, tako, da je velikost Sonca padla od 109 na 5,5 (12) Zemljinih polmerov, {\displaystyle r_{S}/r_{Z}=5,5}.

### Mrki
Po Pliniju starejšemu (Naravoslovje 2.10) je Hiparh pokazal, da lahko Lunini mrki nastopijo vsakih 5 mesecev, Sončevi pa vsakih sedem, namesto običajnih šest mesecev. Sonce je lahko zakrito tudi dvakrat v tridesetih dneh, kar sicer lahko opazujejo različni narodi. Ptolemaj je o tem podrobno pisal stoletje kasneje v Almagestu (6.6). Geometrija in mejne lege Sonca in Lune, pri katerih je možen Sončev ali Lunin mrk, so opisane v Almagestu (6.5). Hiparh je verjetno naredil podobne izračune. Dejstvo, da lahko Sončev mrk nastopi mesec narazen, je pomembno, saj tega ni moč utemeljiti z opazovanji. En mrk je viden na severni, drugi pa na južni polobli, kot je nakazal Plinij. Mrkov na južni polobli stari Grki niso mogli opazovati.
Točna napoved časa nastopa Sončevega mrka in kraja možnega opazovanja zahteva dobro lunarno teorijo in pravilno obravnava Lunine paralakse. Hiparh je gotovil bil prvi, ki mu je to uspelo. Stroga obravnava zahteva sferno trigonometrijo, Hiparh pa je morda rabil ravninske približke. O teh stvareh je verjetno razpravljal v svojem delu O mesečnem gibanju Lune v latitudi (Perí tēs katá plátos mēniaías tēs selēnēs kinēseōs), ki je omenjeno v Sudi.
Plinij je tudi pripomnil, da je »zaradi katerega točnega razloga odkril tudi, da se je nekoč enkrat zgodilo, da je na zahodu nastopil Lunin mrk, v tem času pa sta bila Luna in Sonce hkrati vidna na nebu, čeprav mora biti senca, ki povzroča mrk, od Sončevega vzhoda naprej, pod Zemljo.« Toomer (1980) je pokazal, da se mora to nanašati na velik popolni Lunin mrk 26. novembra 139 pr. n. št., ko je nad jasnim morskim obzorjem nad Rodom Zemljina senca pomračila Luno na severozahodu ravno, ko je Sonce vzšlo na jugovzhodu. To bi bil drugi mrk 345-letnega intervala, ki ga je Hiparh uporabil za preverjanje tradicionalnih babilonskih period. To postavlja kasnejši datum na razvoj Hiparhove lunarne teorije. Ne ve se točno kateri »točni razlog« je Hiparh našel za opazovanje Luninega mrka, saj očitno Luna ni bila v točni opoziciji s Soncem. Paralaksa znižuje višino Sonca in Lune, lom jo povečuje, z visoke točke opazovanja pa je obzorje ponižano.

## Zvezdni katalog
Do leta 129 pr. n. št. je izdelal prvi veliki zvezdni katalog, s katerim je lahko odkrival vse spremembe na nebu in ki se do danes na žalost ni ohranil. Njegov zvezdni katalog sta pozneje temeljiteje predelala šele čez tisoč sto let leta 964 Ali Sufi in čez tisočpetsto let leta 1437 Ulug Beg. Tudi kasneje je Halley uporabil njegov katalog pri odkritju lastnih gibanj zvezd. V svojo zvezdno karto je Hiparh vrisal tudi lego vsake zvezde na podlagi njene nebesne širine, kotne razdalje od nebesnega ekvatorja, in nebesne dolžine, kotne razdalje od poljubno izbrane točke, na primer, kot je v astronomiji v navadi, od pomladišča. Ta sistem so preprosto prenesli tudi na zemljevide Zemlje. Pred njim je dolžino in širino uporabljal Dicearh, vendar sta dobili svoj pomen v koordinatni mreži šele s Hiparhom. V katalogu je Hiparh navedel tudi barve zvezd, kar je prevzel pozneje Ptolemaj.
Bradley E. Schaefer, profesor fizike na Državni univerzi Lousiane, je leta 2005 nakazal, da so morda naredili Farnesejev Atlas na podlagi Hiparhovega zvezdnega kataloga. Čeprav na kipu ni nobenih zvezd, se je dalo iz lege ozvezdij dokaj točno določiti stanje neba iz tistega časa.
Ker je kasneje Ptolemaj za precesijo enakonočij dobil enako hitrost kot Hiparh, so zaradi teh skladnosti Delambre, Tannery in drugi francoski zgodovinarji astronomije napačno sklepali, da je Ptolemaj svoj zvezdni katalog posnel po Hiparhovem z navadno ekstrapolacijo. Šele ko so leta 1898 Boll in drugi ugotovili, da se po številu zvezd in tudi sicer razlikuje Hiparhov katalog od Ptolemajevega, so spoznali, da so Ptolemaja po krivici obtožili. Novejše raziskave sistematskih in statističnih napak so pokazale, da sta Hiparhov in Ptolemajev zvezdni katalog vseeno bolj sorodna, vendar točna povezava ni znana. Znano je, da imata kataloga podobne napake pri koordinatah, čeprav ni točno znano ali so bile pri opazovanju neposredno ekvatorske ali ekliptične, ali preračunavane. Ptolemajev katalog ima zvezde, ki jih Hiparh ni mogel opazovati, vendar bi lahko bil za 3/4 koordinat zvezd v Ptolemajevem katalogu odgovoren Hiparh. Iz približno 200 koordinat zvezd, ki jih je Hiparh navedel v Razlagi, je moč točno neposredno določili lego opazovališča. Ta velja za zemljepisno širino 36°, ki velja tudi za otok Rod. Južna meja za Ptolemejav zvezdni katalog je skoraj popolnoma enaka kot za koordinate zvezd, ki jih je navedel Hiparh v Razlagi. Ker je razlika med zemljepisnima širinama opazovališč na Rodu in Aleksandriji enaka 5°, bi se morala ta razlika videti tudi na južni meji koordinat. Strokovnjaki si tudi niso povsem soglasni, kakšno nebo je imel Hiparh pri opazovanju (čistost, količina aerosolov, ipd), vsaj v tem smislu, da bi znali pravilno oceniti sije zvezd.

### Nebesna telesa
Pojav nove leta 135 pr. n. št., ki je vplival na izdelavo njegovega zvezdnega kataloga, ni točno znan.
Hiparh je leta 130 pr. n. št. opisal razsuto kopico Jasli (Prezepe, M44, NGC 2632) kot »Majhen oblak« oziroma »Oblačna zvezda«. Pred njim je to astronomsko telo poznal tudi Arat okoli leta 260 pr. n. št., ki jo je imenoval »Majhna meglica«. Hiparh je vključil kopico tudi v svoj znameniti zvezdni katalog. Poznali so jo tudi kitajski astronomi.

### Nebesni koordinatni sistemi
Kakšne nebesne koordinate točno je Hiparh uporabil v svojem katalogu, ni znano. Ker je zvezdni katalog v Ptolemajevem Almagestu v ekliptičnih koordinatah Σ(λ, β), je bil v njih zapisan verjetno tudi Hiparhov. Delambre je v svojem delu Zgodovina antične astronomije (Histoire de l'Astronomie Ancienne) iz leta 1817 privzel, da je Hiparh uporabil prave ekliptične koordinate, kasneje pa je Neugebauer v svojem delu Zgodovina antične matematične astronomije (A History of Ancient Mathematical Astronomy) (1975) to ovrgel. Še novejše raziskave kažejo na to, da je morda Hiparh pri opazovanjih uporabljal tako ekliptične, kakor tudi ekvatorske koordinate Σ(H, δ) (oziroma časovni kot H in polarno razdaljo p).

### Sij zvezd
Zvezde je Hiparh razdelil po siju po tem kako svetle se zdijo v šest velikostnih razredov, kar se od Ptolemaja naprej kot magnitude m uporablja še danes (navidezni sij). 20-im najsvetlejšim zvezdam je priredil velikost 1, šibkejšim velikost 2, še šibkejšim velikost 3 in tako dalje do zvezd z velikostjo 6, ki se jih s prostim očesom komaj še vidi. Pozneje so z daljnogledi in fotografskimi ploščami in drugimi merilniki za svetlobo sij podali z gostoto svetlobnega toka j zvezde na Zemlji. Opazovanja z merilniki za svetlobo so pokazala, da je gostota svetlobnega toka zvezde z magnitudo 1m stokrat večja kot od zvezde z magnitudo 6m. Če se upošteva značilnost očesa, da je odziv sorazmeren z logaritmom dražljaja, se dobi Pogsonov fiziološki zakon iz leta 1858:
{\displaystyle m-m_{o}=-{\sqrt[{5}]{100}}\log {j \over j_{o}}\cong -2,512\log {j \over j_{o}}\!\,.}

## Precesija enakonočij (146 pr. n. št. - 130 pr. n. št.)
Hiparh je v celoti odkril precesijo enakonočij, čeprav so po nekaterih še neraziskanih virih precesijo enakonočij zabeležili že kaldejski astronomi malo pred Aleksandrovim vdorom v Babilon leta 330 pr. n. št., ki so po Albataniju že ločevali tropsko in sidersko leto, saj je navadel, da so imeli oceno za dolžino siderskega leta SK = 365,2576388... dni = 365 dni 6 ur 11 minut z napako 110 sekund. Bolj grobo oceno SI = 365,2587615... dni = 365 d 6 h 12 m 37 s, z napako 217 s so po Aryabhati I. imeli tudi Indijci, vendar je vprašanje, če je za to vedel tudi Hiparh. Ta ocena bi mu poleg zgornje kaldejske verjetno prav prišla. Pojav naj bi bil znan že tudi kaldejskemu astronomu Kidinuju leta 314 pr. n. št. Francoska zgodovinarja astronomije A. Biot in Delambre pa pripisujeta odkritje precesije starim kitajskim astronomom. Prvi kitajski astronom, ki je omenjal precesijo, je bil Ju Ksi (Yu Xi) v 4. stoletju.
Pred Hiparhom so Meton in pripadniki njegove astronomske šole leta 440 pr. n. št. določili točki Sončevega obrata. Hiparh pa je sam v Aleksandriji leta 146 pr. n. št. določil točko enakonočja. Uporabljal je Arhimedov način opazovanj Sončevih obratov. Leto pozneje je sam določil dolžino tropskega leta TH = 365,24653... dni = 365 d 5 h 55 m 12 s (TH = 365,24653... dni = 365 d 5 h 55 m), ki se od današnje T = 365,24219... dni = 365 d 5 h 48 m 45 s razlikuje samo za 6 m 27 s (6 m 15 s). Že pred njim so kaldejski astronomi vedeli, da štirje letni časi niso enako dolgi. S podrobnim merjenjem je ugotovil, da trajata zima in pomlad 184 1/2 dneva, poletje in jesen pa 180 1/2 dneva. V geocentrični sliki, pri kateri je vztrajal, je pojasnil to s privzetkom, da Zemlja ni v središču kroga, po katerem se okrog nje giblje Sonce, ampak leži izsredno za 1/24 r. Tako je z oceno trajanja dolžine letnih časov poskušal določiti po današnje linearno izsrednost Zemljinega tira v njegovi izsredni krožni geocentrični sliki in po Dreyerju dobil vrednost e = 0,04166, kar je verjetno zanj prehuda napaka in ni avtor te ocene.
V času med letoma 141 in 126 pr. n. št. je pretežno na otoku Rodu, spet v Aleksandriji in Sirakuzah ter okoli leta 130 pr. n. št. v Babilonu opravljal samostojna točna in dolgotrajna opazovanja. Pri merjenju dolžin gnomonovih senc ob Sončevem obratu je določil dolžino tropskega leta in določeval trenutke zahoda poznanih svetlih zvezd in trenutke Sončevega vzhoda, iz katerih je leta 134 pr. n. št. našel dolžino siderskega leta SH = 365,2569444... dni = 365 d 6 h 10 m, ki se od današnje vrednosti S = 365,2563657... dni = 365 d 6 h 9m 10 s razlikuje za 50 s. Ko je primerjal dolžini obeh let, je videl, da je tropsko leto za približno 20 minut krajše od zvezdnega. To je kot prvi v zgodovini pravilno pojasnil z retrogradnim premikom pomladne točke γ po ekliptiki za približno 45" oziroma 3/4' (po Ptolemaju), 46" ali 47", (36"), na leto (današnja vrednost je ψ' = 50,387", (50,26") in s tem pokazal, da zemeljska os ni nepremična v prostoru. Pozneje je leta 135 pr. n. št., navdušen nad pojavom nove zvezde v Škorpijonu z ekvatorialno armilarno sfero izmeril ekliptične koordinate približno 850 (nepravilno 1600 ali 1080, kakor večkrat navajajo) najsvetlejših zvezd in izdelal zvezdni katalog.
Še kasneje je Hiparh primerjal svoje dobljene koordinate s koordinatami iz prvega znanega ohranjenega zvezdnega kataloga, ki sta ga približno 150 let pred njim sestavila grška astronoma, Evklidova sodobnika Aristil in Timoharis ter zapiske kaldejskih astronomov, predvsem pa prav gotovo Kidinujeve zapiske. Opazil je, da se je pomladna točka γ premaknila relativno glede na Spiko za 2°. To gibanje je opazil tudi pri drugih zvezdah. Iz tega je izračunal vrednost 1° na stoletje. Sodobna vrednost je 1° na 72 let. Poznal pa je tudi Evdoksovi deli Pojavi (Phainomena) in Zrcalo narave (Enoptron). Evdoks je imel blizu v Kiziku ob Mramornem morju svojo šolo in preko Aratovega astronomskega epa Pojavi Evdoksovo kroglo, ki je bila narejena iz kovine ali kamna in na kateri so bila zaznamovana ozvezdja, svetlejše zvezde, Rakov in Kozorogov povratnik. Te primerjave so ga spravile v veliko zadrego, ker Evdoksovih podrobnih navedb ni mogel uskladiti s svojimi opazovanji in z dotedanjimi opazovanji. Če ni sodil prenaglo, da so opazovanja zaradi razlik tem manj zanesljiva, čim starejša so, je moral priti do pravilnega zaključka. Iz vsega tega je po točnem opazovanju in primerjavi dognal, da so se v vseh teh letih koordinate zvezd in lega Sonca nasproti zvezdnemu ozadju sistematično nekoliko spremenila. Razdalje teh zvezd od ekliptike, njihove astronomske širine ali latitude β so ostale nespremenjene, pač pa so se njihove astronomske dolžine ali longitude λ toliko zmanjšale, kakor bi se bili točki enakonočja, presečišči ekliptike in nebesnega ekvatorja, premaknili z napredno hitrostjo vsako leto za 1/100 ločne stopinje. S tem je svoje odkritje zagotovo potrdil, čeprav je to sporočil precej oprezno in neposrednega dokaza o tem ni. Kasneje so ga s svojimi opazovanji potrdili tudi poznejši grški in arabski astronomi. Ptolemaj je primerjal svoj zvezdni katalog s katalogi Aristila, Timoharisa, Hiparha in z opazovanji Agripe in Menelaja iz začetka 1. stoletja ter tako dokončno potrdil Hiparhovo empirično dejstvo, da pola nebesnega ekvatorja v enem platonskem letu ali v približno 25.765 letih (25.868, 25.777 let) obkrožita pol ekliptike. Premer teh krogov v ločni enoti je enak naklonu ekliptike. Točki enakonočij prehodita ta čas vso ekliptiko in se premakneta za 1° na stoletje. Ta hitrost je enaka Hiparhovi. Zaradi teh skladnosti zgodovinarji astronomije napačno sklepali, da je Ptolemaj svoj zvezdni katalog posnel po Hiparhovem z navadno ekstrapolacijo. Boll in drugi so kasneje ugotovili, da se po številu zvezd in tudi sicer razlikuje Hiparhov katalog od Ptolemajevega, vendar novejše raziskave kažejo, da sta kataloga vseeno bolj sorodna.
Hiparh je tako v največ 15. letih sam popolnoma praktično odkril ta pojav. Pri tem je uporabil le dva enostavna opazovalna pripomočka, gnomon za določitev tropskega in siderskega leta, za določitev naklona zemeljske osi proti ekliptiki in ekvatorialno armilarno sfero za določitev ekliptičnih koordinat svetlih zvezd in v poenostavljeni izvedbi kot Hiparhov obroč (ekvatorialni obroč) za določitev in preverjanje pomladišča. Če je bil obroč nagnjen pod kotom, ki ga oklepa zemeljska os proti ekliptiki, je ostal vzporeden Zemljinemu vrtenju okrog svoje osi in je senca zgornjega dela padala na spodnji del samo ob enakonočjih, kar je lepo izkoristil za določevanje in preverjanje dolžine tropskega leta in nastopa pomladi. S podobno izpopolnjeno napravo z gibljivim obročem in drsečo ročico na kateri je bil merek z dvema režama, je meril posredno ekliptične koordinate svetlih zvezd Σ(λ, β). Hkrati je imel to srečo, da je poznal in imel zvezdni katalog svojih predhodnikov in poznal Evdoksovo delo. Pojav je pozneje pri Ptolemaju dobil ime precesija prav zaradi tega, ker pomladna točka γ prednjači na začetku pomladi v srečanju s Soncem. V latinščini praecesse pomeni prehitevati, prednjačiti, danes pa pomeni še sukati. Tudi samo ime tega pojava kaže na to, da je bil prej odkrit praktično kot pa pojasnjen ali napovedan teoretično, ker bi mu drugače nadeli kakšen boljši izraz. Takšna meritev precesije enakonočij spada v začetke človekovih vedenj o razsežnosti in lastnosti prostora in časa. Tako zapleten pojav in tako enostaven postopek kar bodeta v oči, da bi bilo skoraj nesmiselno za dokaz danes ta poskus, razen v demonstracijske namene, ponavljati. Če bi Hiparh odkril samo to osnovno gibanje togega telesa v prostoru, bi prav gotovo našel mesto v zgodovini astronomije, astrometrije in merilne tehnike. Pozneje se je s tem pojavom ukvarjalo mnogo astronomov, fizikov in matematikov, praktično kot tudi teoretično. Pojav je v nekaterih vejah nebesne mehanike odprl mnogo novih obetavnih rešitev, kot so Tabitova teorija o trepidaciji in oscilaciji ekvinokcijskih točk, Newtonov splošni gravitacijski zakon, ki je v celoti pojasnil pojav, Eulerjeve kinematične in Lagrangeeve gibalne enačbe, d'Alembertova dinamična teorija gibanja togega telesa, nekatere algebrske rešitve za posebne primere precesije, Flamsteedove in Bradleyjeve težave pri izdelavi prvih točnih teleskopskih zvezdnih katalogov, Besslove in Newcombove meritve precesije in ne nazadnje precesija prisončja masivnih in zvezdi bližnjih nebesnih teles v Einsteinovi splošni teoriji relativnosti, za katere raziskave so leta 1993 podelili tudi Nobelovo nagrado za fiziko.
Lunisolarna precesija tako povzroča premik točke γ po ekliptiki v nasprotni smeri od prividnega letnega gibanja Sonca in kroženje nebesnega pola. Krog postane spirala zaradi dodatnega vpliva gravitacije planetov. To je planetarna precesija, kjer ekliptična ravnina niha od svoje srednje lege s kvaziperiodo 100.000 let in nagibom od 0,1° do 3° (glede na sedanjo ekliptiko za ± 4° v 60.000 do 70.000 letih). Kot med ekliptiko in ekvatorjem ε = 23° 26' 21,448" se danes letno zmanjšuje za 0,468". Poleg tega drsi točka γ po ekvatorju za p = 0,108" na leto, sedaj v isti smeri kot Sonce. Vsota precesij da letno splošno precesijo v longitudi ψ = 50,291", ki povzroča nastanek tropskega leta. Te vrednosti je privzela Mednarodna astronomska zveza leta 1976 za poldan 1. januarja 2000. (J2000,0) - vrednosti za 1900 in 1950 se še vedno nahajajo v mnogih enciklopedijah.
Hiparhovo delo je bilo tesno povezano z dosežki babilonske astronomije, ki je v njegovi dobi prek nadarjenih Kaldejcev dosegla velik napredek in katero je v celoti poznal. Brez njega bi grška, arabska in poznejša zahodna astronomska znanost zamrli kar za nekaj časa. Že ob samem svitu astronomije je nakazal, da nebesni pojavi niso nekaj stalnega in enostavno določljivi in izmerljivi, kar je še njegov dodatni pomen, na katerega je pozneje astronomija nekoliko pozabila.

## Astrologija
V dodatku k svojim drugim rokopisom v katerih govori o astronomskih temah, je bilo Hiparhovo delo (napredek v drugi polovici 2. stoletja pr. n. št.), ki se je ukvarjalo z računanjem in predvidevanjem nebesnih leg, zelo koristno tistim angažiranim v obliko astronomije znano kot astrologija. Astrologija se je razvila v starogrško-rimskem svetu v helenističnem obdobju in si sposodila veliko elementov iz babilonske astronomije. Nekateri zgodovinarji predlagajo, da je pri tem imel Hiparh ključno vlogo. Pripombe, ki jih je navedel Plinij starejši v svoji knjigi Naravoslovje (2.24), se nanašajo na nekatere antične avtorje, ki so pripisovali Hiparhu zaslugo kot pomembne figure v zgodovini astrologije. Plinij trdi, da Hiparha ne bodo nikoli dovolj pohvalili, ker nihče ni naredil toliko kot on, da dokaže, da je človek v odnosu z zvezdami in da so človeške duše del nebesa.

## Priznanja

### Poimenovanja
Po Hiparhu se je imenoval Esin astrometrijski projekt Hipparcos.
Po njem se imenujeta udarna kraterja na Luni (Hiparh (Hipparchus)) in Marsu (Hiparh), ter asteroid glavnega asteroidnega pasu 4000 Hiparh (4000 Hipparchus).

### Spomenik
V Griffithovem observatoriju v Los Angelesu je Hiparh poleg Kopernika, Keplerja, Galileja, Newtona in Williama Herschla upodobljen na astronomskem spomeniku iz leta 1934 kot eden od šestih največjih astronomov vseh časov in edini iz starega veka.

## Izdaje in prevodi
- Berger, Ernst Hugo (1869), Die geographischen Fragmente des Hipparch, Leipzig: B. G. Teubner
- Dicks, D. R. (1960), The Geographical Fragments of Hipparchus, London: Athlon Press, str. xi + 215
- Manitij, Karl (1894), In Arati et Eudoxi Phaenomena commentariorum libri tres, Leipzig: B. G. Teubner, str. 376 S.

### Splošno
- Bronšten, V. A. Hiparhove astronomske raziskave (rusko) [mrtva povezava]
- Stran o Hiparhu Arhivirano 2007-10-23 na Wayback Machine. Univerze svetega Andreja (angleško)
- Stran o Hiparhu Univerze v Cambridgeu (angleško)
- Stran o Hiparhovem edinem ohranjenem delu Univerze v Cambridgeu (angleško)
- Stran o Hiparhu Arhivirano 1999-11-11 na Wayback Machine. Univerze Oregona (angleško) [mrtva povezava]
- Stran o Hiparhu bloga Fermat's Last Theorem (angleško)
- Hipparchus (c. 190 - c. 120 B.C.), SEDS (angleško)
- Os Eclipses Arhivirano 2009-02-11 na Wayback Machine., spletna stran AsterDomus (portugalsko)
- Ancient Astronomy, Integers, Great Ratios, and Aristarchus (angleško)

### Precesija enakonočij
- Ulansey, David, Hipparchus's understanding of the precession (angleško)

### Nebesna telesa
- M44 Praesepe, SEDS, Univerza Arizone (angleško)

### Zvezdni katalog
- Rush, Carmen, A brief view on Hipparchus' stellar catalog Arhivirano 2002-06-19 na Wayback Machine. (angleško) [mrtva povezava]